# Irakkriget
Irakkriget (av koalitionen officiellt kallat Operation Iraqi Freedom) var en militär kampanj i Irak, som började i och med invasionen av Irak den 20 mars 2003, vilken genomfördes av en koalition av länder där Storbritanniens och framförallt USA:s insatser var mest omfattande. Kriget avslutades när de sista amerikanska soldaterna lämnade Irak den 18 december 2011. 
Bakgrunden till kriget var att USA hävdade att Irak under Saddam Hussein utgjorde en fara och de uppmanade FN att avrusta landet. Iraks oljefyndigheter tros också ha haft stor betydelse i konflikten. Kravet stöddes av den brittiska underrättelsetjänsten medan Ryssland, Frankrike och Tyskland motsatte sig detta krav. Meningsskiljaktigheterna resulterade i en diplomatisk kris och FN skickade vapeninspektörer till Irak. Några spår efter massförstörelsevapen hittades dock inte. USA beslutade sig då för att skapa en koalition och genomföra en invasion utan FN:s stöd.
Tre veckor efter invasionen den 9 april 2003 hade Iraks huvudstad Bagdad intagits och Saddam Husseins regim störtats. Stridigheter kom dock att fortsätta med grupperingar som motsatte sig den nyinrättade samhällsordningen. År 2008 hade koalitionen fortfarande kvar merparten av de utländska trupperna i landet.
Irakkriget slutade officiellt den 1 maj 2003 men då stridigheterna fortgick ansågs kriget fortfarande pågå. Den 19 augusti 2010 lämnade de sista utländska stridande trupperna Irak. 50 000 soldater stannade dock för rådgivning och utbildning av irakiska militärer i en fas kallad "Operation New Dawn" (operation ny gryning) som avslutades i december 2011. Konflikterna i Irak skulle komma att fortsätta i det Irakiska inbördeskriget.

## Bakgrund
Fientligheten mellan USA och Irak sträckte sig tillbaka till Gulfkriget 1990–1991 där de två länderna befann sig på motsatta sidor. I april 1993 hävdade FBI att Saddam Hussein försökt att få den dåvarande presidenten George H.W. Bush mördad under ett besök i Kuwait. Irak hade varit föremål för mycket strikta FN-sanktioner ända sedan invasionen av Kuwait 1990. Sanktionerna hade i praktiken utblottat staten fullständigt och försatt befolkningen i extrem fattigdom samtidigt som kryssningsrobotar från amerikanska krigsfartyg i Persiska viken regelbundet slog ut sjukhus och annan infrastruktur. Levnandsstandarden i Irak efter att sanktionerna trädde i kraft störtdök i internationella mätningar jämfört med innan. Under 1990-talet bröt åtskilliga uppror ut i landet, bland annat av kurderna i norr och shiamuslimerna i söder, och genom att åberopa skydd av dessa folkgrupper från regeringens övergrepp som anledning upprättades flygförbudszoner där amerikanskt och brittiskt stridsflyg patrullerade irakiskt luftrum och regelbundet bombade landets luftvärn och flygbaser. År 2002 omvandlades flygförbudszonerna till ett rent offensivt luftherravälde över Irak.
År 1998 godkände Bill Clinton och Kongressen ett dokument som sade att det var USA:s presidents skyldighet att arbeta för att få bort Saddam Hussein från makten. I december samma år genomfördes under fyra dagar ett massivt bombardemang mot irakiska mål (Operation Desert Fox) som decimerade resterna av Iraks försvarsmakt och även tillintetgjorde mycket av den redan förstörda civila infrastrukturen. Operationen fördömdes internationellt och kritiserades i Säkerhetsrådet även av bland annat Frankrike, Ryssland och Kina som vände sig mot USA:s och Storbritanniens ständiga angrepp på Irak under de från amerikanskt håll återkommande förevändningarna av att landet skulle ha hindrat FN:s vapeninspektörer. Chefen för FN:s vapeninspektion Unscom sade att det faktiskt var USA som krävde att inspektörerna skulle lämna Irak 1998. Irak hade då låtit FN-inspektörerna få besöka alla militärbaser de ville men inte Baathpartiets högkvarter, då man menade att USA underminerade inspektörernas trovärdighet genom att stationera agenter bland dem. Detta räckte för att Clintonadministrationen skulle godkänna det massiva anfall som var Operation Desert Fox. Senare visade det sig att anklagelserna om amerikanska agenter bland vapeninspektörerna stämde och FN:s generalsekreterare Kofi Annan bad om ursäkt för att inspektionerna oavsiktligt hade fungerat som täckmantel för amerikansk underrättelseverksamhet. Som ett resultat av detta ersattes UNSCOM 1999 av UNMOVIC vars ordförande 2000-2003 var Hans Blix. 

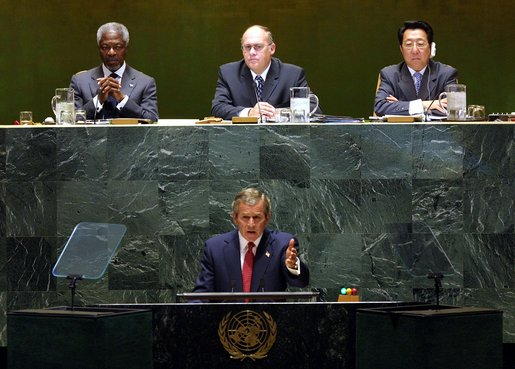
Tal av George W. Bush i FN:s generalförsamling om Irak, 12 september 2002.

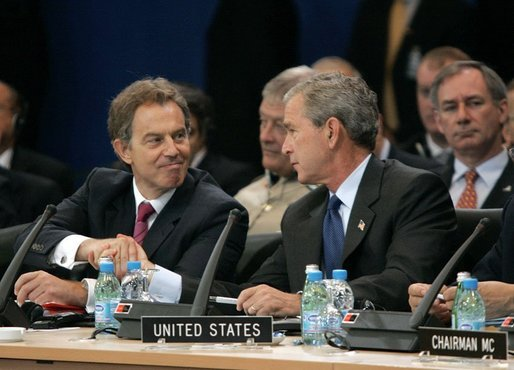
George W. Bush med sin främste allierade, Tony Blair.

### USA:s krig mot terrorismen
Kort efter 11 september-attackerna 2001 förklarade USA:s president George W Bush ett globalt "krig mot terrorismen". USA:s försvarsminister Donald Rumsfeld och biträdande försvarsminister Paul Wolfowitz ville ha en omedelbar attack mot Irak för påstådd inblandning i terrordåden. President Bush och utrikesminister Colin Powell motsatte sig detta eftersom det inte fanns några bevis för Iraks inblandning. Bush kom dock att ändra sig efter att ha sett CIA-rapporter där det hävdades att Saddam Hussein försökt införskaffa material för framställning av kärnvapen, inte redovisat hur han förstört vapnen och hade missiler med för lång räckvidd. Saddam Hussein hade tidigare använt kemiska vapen mot kurderna i Halabja 1988 men hävdade att han förstört alla kemiska och biologiska vapen efter Gulfkriget.
2002 bildades under USA:s försvarsdepartement den särskilda myndigheten Office of Special Plans, som fick i uppdrag att presentera all information som antydde att Irak hade massförstörelsevapen, var allierad med al-Qaida, och utgjorde ett hot mot USA och världsfreden. Office of Special Plans kritiserades senare hårt för att presentera vilseledande information som aldrig kontrollerades av underrättelseexperter och för att drivas av krigshetsande ideologer i Bushadministrationen.

### Upptakten till invasionen
Bushadministrationen uppmanade Förenta nationerna att stärka mandaten för att avrusta Irak då de hävdade att Saddam Hussein kunde förse terrorister med massförstörelsevapen. Kravet stöddes av brittiska underrättelsetjänsten medan det motsattes av bland annat Ryssland, Frankrike och Tyskland vilket kom att resultera i en diplomatisk kris. Den 13 november 2002 påbörjade FN vapeninspektioner i Irak under ledning av Hans Blix och IAEA:s generaldirektör Mohamed ElBaradei i enlighet med Säkerhetsrådets resolution 1441. Några spår efter massförstörelsevapen fanns dock inte. USA hävdade att irakiernas samarbete med vapeninspektörerna inte alltid var tillfredsställande, vilket ledde till att inspektörernas effektivitet ifrågasattes från främst amerikanskt håll.
USA:s dåvarande utrikesminister Colin Powell avrådde kollegorna i Bushadministrationen från att starta ett väpnat angrepp mot Irak utan ett tydligt godkännande av FN. USA ville att FN:s säkerhetsråd skulle godkänna en resolution som gav dem rätt att använda våld mot Irak enligt FN-stadgans kapitel VII. Förslagen mötte starkt motstånd i världen och Frankrike hotade att lägga in sitt veto. Detta gjorde att man drog tillbaka resolutionen och förberedde sig på krig genom att skapa the coalition of the willing, utan FN:s samtycke. Bushadministrationen hävdade dock att kriget hade stöd av gamla FN-resolutioner: "Under resolutionerna 678 och 687 - båda giltiga - har vi och våra allierade rätt att använda våld mot Irak för att avlägsna landets massförstörelsevapen. Det är ingen fråga om tillstånd, det är en fråga om vilja." Merparten av länderna i FN motsatte sig dock denna tolkning.
Enligt George Tenet, direktör för CIA fram till 2004, pressade element inom Bushadministrationen under ledning av vicepresident Dick Cheney hårt för en omedelbar attack mot Irak utan att låta en ordentlig debatt om huruvida Irak egentligen utgjorde ett hot mot USA äga rum.

## Invasionen
Den 20 mars 2003 omkring 02:30 UTC (05:30 lokal tid), 90 minuter efter att tidsfristen gått ut för Saddam Hussein och dennes söner att lämna Irak, hördes explosioner i Bagdad och specialstyrkor från det australiska flygvapnet gick över gränsen i södra Irak. Klockan 03:15 UTC meddelade USA:s president George W. Bush att han givit order om attack mot mål i Irak.
Före invasionen hade många bedömare räknat med en längre flygbombningskampanj före insättandet av landstyrkor, såsom vid Kuwaitkriget eller invasionen av Afghanistan 2001. I stället gick USA:s taktik ut på plötsliga, överväldigande samordnade flyg- och landattacker för att splittra de irakiska styrkorna så snabbt som möjligt, enligt mönstret shock and awe. 
Invasionen av Irak ökade missnöjet mot USA och människor runt om i världen protesterade. En stor mängd politiker över hela världen, däribland FN:s dåvarande generalsekreterare Kofi Annan ifrågasatte krigets legitimitet. Demonstrationer hölls mot kriget och Bushadministrationens utrikespolitik och dessa var i vissa fall lika stora som de som utspelade sig under Vietnamkriget. Media hade en viktig roll under kriget och efterfrågan på nyheter var stor.

### Bagdads fall

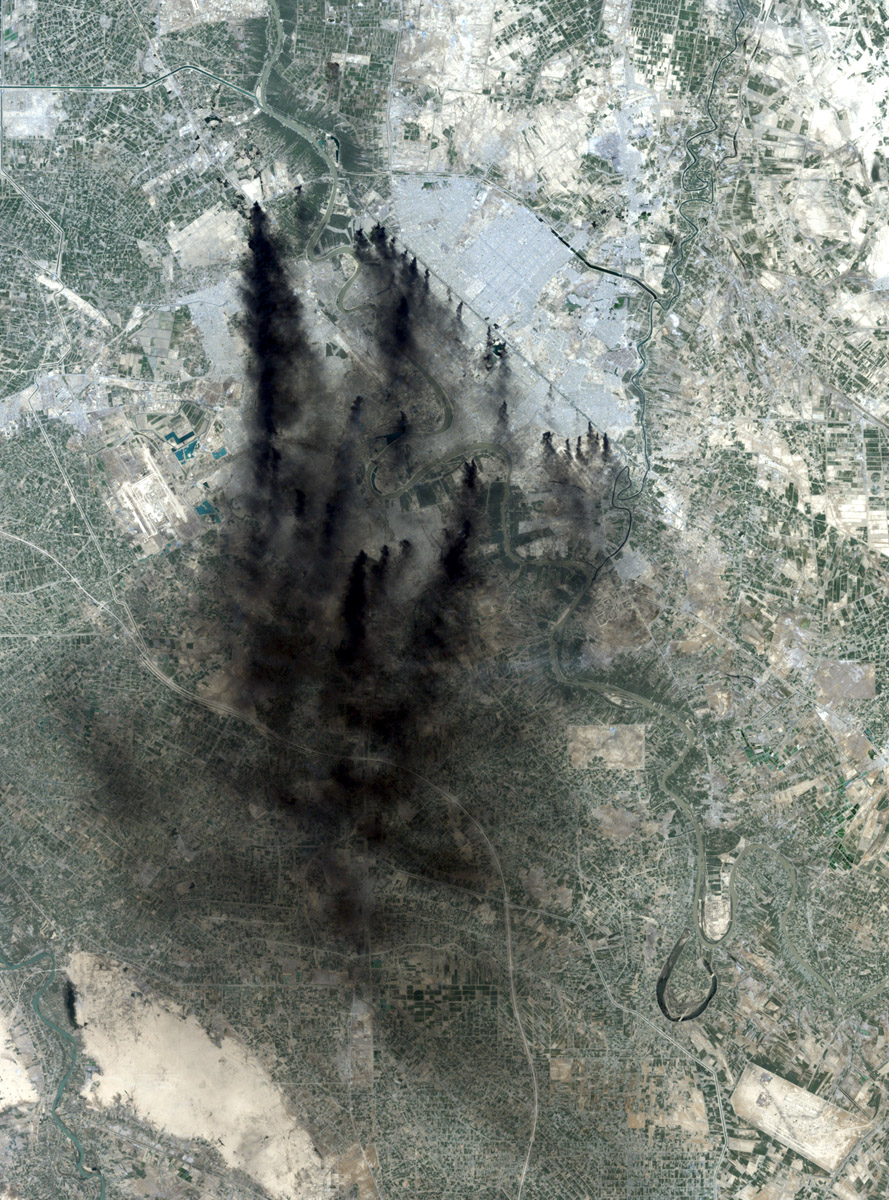
Satellitbild över Bagdad, 2 april 2003.

Tre veckor efter invasionen gick de amerikanska styrkorna in i Bagdad. De ursprungliga planerna gick ut på att låta pansarfordon omringa staden och strida gata från gata med hjälp av luftstyrkor. Den 5 april skickades en mindre pansarstyrka för att testa det irakiska försvaret och försöka inta Bagdads flygplats. Denna styrka mötte hårt motstånd, med bland annat flera självmordsattacker, men lyckades ändå nå flygplatsen. Två dagar senare skickades en ny styrka ut för att inta Saddam Husseins palats, där man etablerade en bas. Inom några timmar efter intagandet av palatset hade det irakiska motståndet börjat falla sönder. Irakiska regeringsrepresentanter hade antingen försvunnit eller kapitulerat. Den 9 april 2003 var Bagdad formellt intaget av de amerikanska styrkorna och Saddam Husseins styre utropades vara över. Saddam Hussein själv hade försvunnit och fanns på okänd plats. 
En scen arrangerad av USA:s armé och pressen kom att symbolisera regimens fall: en stor Saddamstaty i centrala Bagdad revs under publikens jubel. Det visade sig senare att torget varit avspärrat med pansarfordon och det jublande folket ett hundratal personer, åtminstone delvis exilirakier influgna av amerikanerna.
Den 1 maj 2003 förklarade president Bush i ett berömt tal ombord på USS Abraham Lincoln att de militära operationerna nu var avslutade. Detta tal kom att kritiseras då USA och de allierade stod inför ett växande problem med motståndsrörelser i Irak.
Koalitionsstyrkorna påbörjade snabbt letandet efter nyckelpersoner inom Saddam Husseins styre. Till hjälp hade man bland annat tillverkat en kortlek med bilder de efterspanade ledarna. Den 22 juli 2003 dödades Saddams söner, Qusay och Uday Hussein, i en eldstrid efter ett tips om deras gömställe.
Saddam Hussein själv infångades av amerikanska styrkor den 13 december 2003 vid en bondgård utanför hans hemstad Tikrit. Han hade gömt sig med två vakter. Han befann sig i en liten underjordisk håla utan hygienartiklar med bland annat två oladdade vapen. Han avrättades 30 december 2006, dömd av Tribunalen i Irak för folkmord på shiamuslimer i Dujail 1982.

## Utvecklingen i Irak efter invasionen

### Ockupation och uppror (2003-2006)
Efter att ha besegrat den irakiska försvarsmakten och ockuperat landet genomfördes en systematisk utrensning av alla sympatisörer till Baathpartiet och Saddam Hussein i statsapparaten och en ockupationsförvaltning, Provisoriska koalitionsmyndigheten, övertog samtliga verkställande och lagstiftande befogenheter i landet. 23 maj 2003 beordrade den amerikanska ockupationsadministratören Paul Bremer att alla irakiska militära enheter, underrättelsetjänsten och övriga säkerhetsinstitutioner skulle upplösas. Beslutet kom att kritiseras för att resultera i ett säkerhetsvakuum i landet som gav upphov till det explosionsartade kaoset som skulle utmynna i det långvariga upproret mot ockupationen, samt för att spä på missnöjet med ockupationen genom att skicka hundratusentals irakiska soldater och annan säkerhetspersonal i arbetslöshet. Den politiska situationen i Irak efter invasionen var mycket komplicerad på grund av spänningar mellan etniska grupperingar (kurder och araber) och religiösa grupperingar (sunni- och shiamuslimer). Den dominerande politiska gruppen blev den shiamuslimska koalitionen Högsta islamiska rådet i Irak med nära anknytning till Iran. Snart mötte USA och dess allierade allt intensivare motstånd från diverse rebellgrupper inkluderande alltifrån religiösa miliser till etniskt betonade grupper till sympatisörer med det gamla styret. Upproret yttrade sig bland annat i terrorattacker mot civila irakier och attacker mot soldater och ockupationsmakten svarade med kraftigt ökad militär förstärkning i landet. Antalet rebellattacker (allt från självmordsbombningar till sabotage av broar och liknande) var i juli 2003 cirka 200 i veckan och ökade stadigt till 1500 i veckan i maj 2007. Flera bedömare, inklusive ministrar i den irakiska regeringen, talade om att landet befann sig i inbördeskrig. Inom den amerikanska militären diskuterades det öppet om att Irak till och med borde delas i tre delar, eventuellt efter en omdaning av hela främre Asien.
En övergångsregering tillträdde efter folkliga val i januari 2005 men led av bristande förtroende hos bland annat landets sunnimuslimska befolkning samt begränsad suveränitet på grund av den utländska militära närvaron. Den folkvalda församlingen fick i uppdrag att skriva en ny författning som sedan godkändes i en folkomröstning. Ordinarie parlamentsval hölls i slutet av 2005 varefter Jalal Talabani tillträdde som Iraks president och Nouri al-Maliki från Dawapartiet som premiärminister. I den nya regeringen fanns det med representanter från alla folkgrupper.

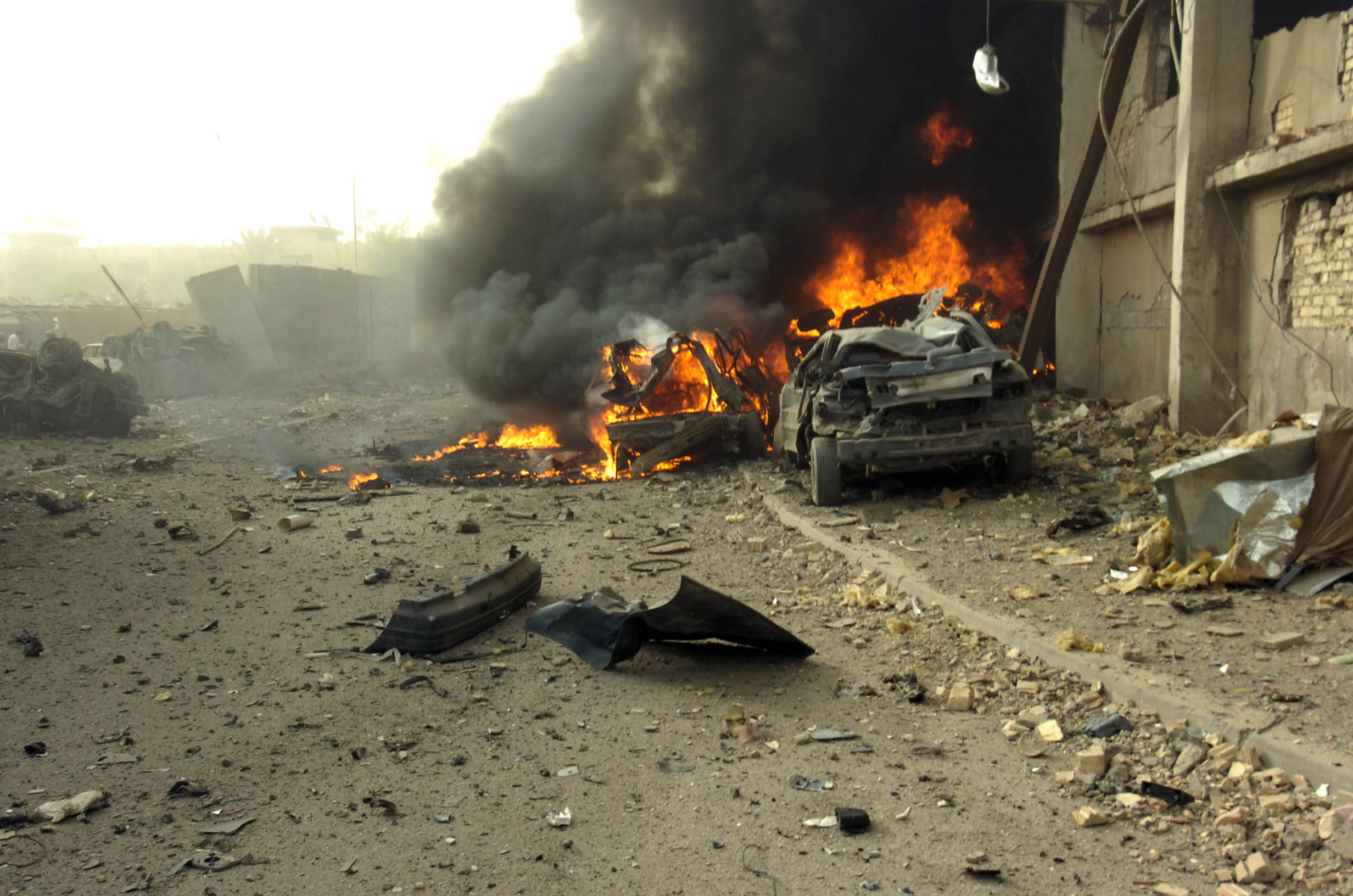
Bilbomber blev allt vanligare på Bagdads gator när upproret och laglösheten spred sig 2006.

### Truppförstärkningar och inbördeskrig (2006-2009)
Den 10 december 2006 höll Bush ett direktsänt TV-sänt tal där en "ny strategi" tillkännagavs att ytterligare 21 500 soldater skulle skickas till Irak, varav 17 500 skulle stationeras i Bagdad. Samtidigt var målet att de amerikanska styrkorna i större utsträckning skulle samverka med irakiska styrkor för att i första hand säkra Bagdad. Planen fick omgående kritik från höga demokratiska politiker som ansåg att Bushs "nya strategi" egentligen bara innebär en upptrappning av konflikten. Även vissa republikaner var negativa och instämde i kritiken. Andra var mer positiva och menade att kritikerna saknade konstruktiva förslag. I juli 2007 var de 21 500 soldaterna på plats, den stora offensiven för att säkra Bagdad pågick sen sedan mitten av februari samma år. Bush gav order om ytterligare truppförstärkningar. Våren 2007 försökte den demokratiska majoriteten i kongressen tvinga fram en tidtabell för ett amerikanskt tillbakadragande. President Bush svarade med att lägga in sitt veto. Motiveringen till vetot var att om USA:s militär kallas hem nu kommer Irak att förvandlas till ett inferno och det var det upprorsrörelsen ville. Under hösten 2007 och våren 2008 minskade våldet och i maj 2008 hade antalet attacker minskat till 200 i veckan. Som ett resultat av den ökade stabiliteten i Irak gav Bush i juli 2008 beskedet att vissa styrkor skulle kunna dras tillbaka.
I slutet av 2008 signerades det så kallade Status of Forces Agreement mellan Irak och USA som fastslog att samtliga amerikanska styrkor skulle lämna större städer i landet innan 30 juni 2009 och samtliga amerikanska styrkor skulle lämna irakiskt territorium innan 31 december 2011. Avtalet införde krav på att fångar skulle häktas inom 24 timmar och krav på beslut om husrannsakan för att gå in i hus utan militärt syfte. Avtalet möttes med tystnad inom USA:s försvarsetablissemang där man menade att det fanns tolkningsutrymme för de begränsningar på amerikanska militära förehavanden i Irak som fastslogs. Försvarsminister Robert Gates talade om en permanent närvaro på tiotusentals man efter 2011. I Irak möttes avtalet i huvudsak med kritik och protester som en förlängning av ockupationen. De flesta andra länder som deltog i den multinationella styrkan drog dock tillbaka samtliga sina trupper i slutet av 2008. En stor fråga var den kring åtalsimmunitet för de legosoldater som jobbade för den amerikanska militären, främst Blackwater Worldwide som låg bakom massakrar på civila.

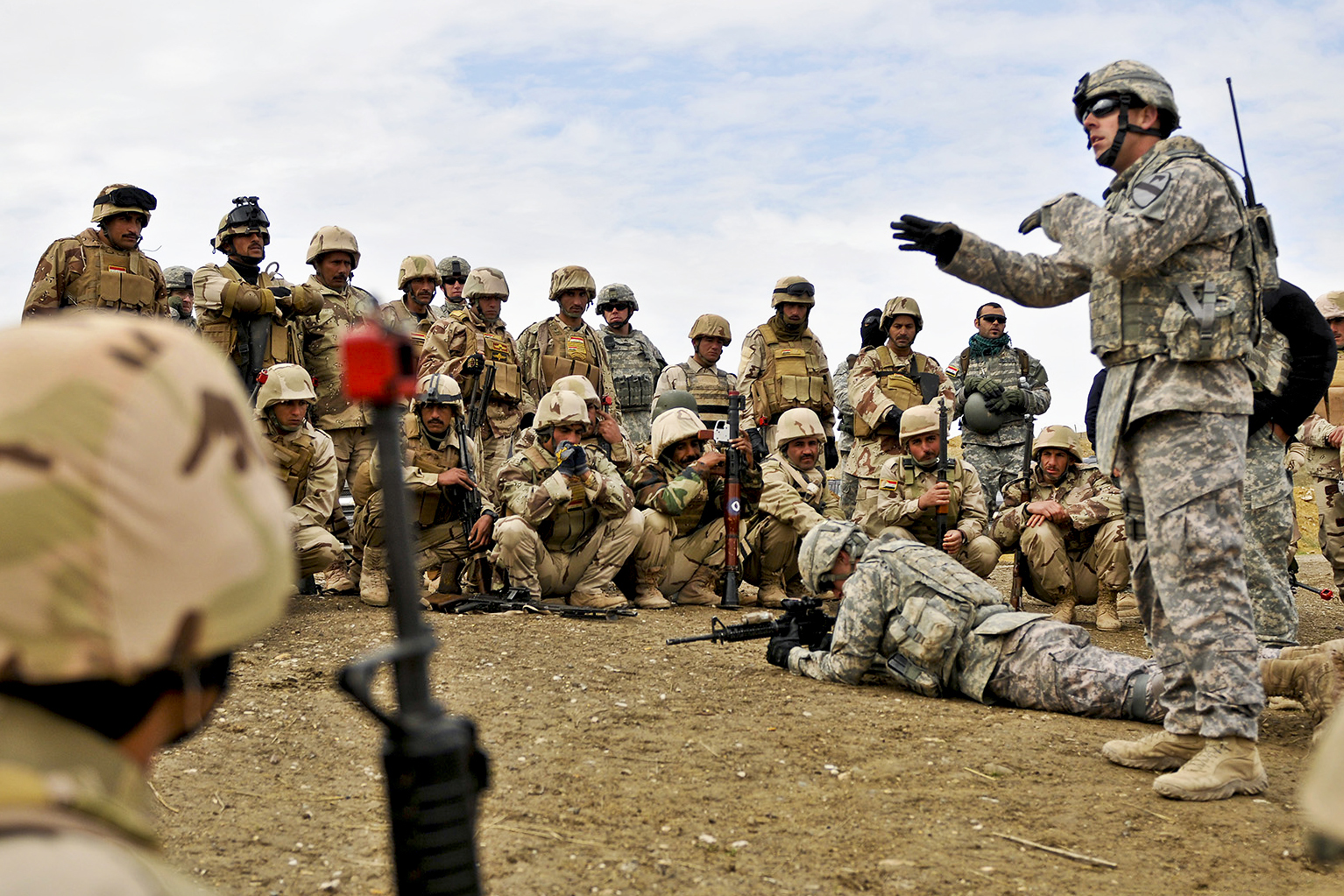
Utbildning av irakiska soldater 2011.

### Nedtrappning av de amerikanska insatserna (2009-2011)
USA:s nya president Barack Obama beslutade i februari 2009 att dra tillbaka alla aktivt stridande trupper från Irak men med utrymme för fortsatt militär närvaro för träning och utbildning av den irakiska armén. 29 juni 2009 drog sig amerikanska trupper ut ur Bagdad, dagen innan tidsfristen för USA att lämna alla irakiska städer. Huvuddelen av de 142 000 amerikanska soldaterna i Irak lämnade landet innan augusti 2010. Mellan 30 000 och 50 000 man stannade kvar för att utbilda irakisk militär och polis. På grund av oförmågan att komma överens med den irakiska regeringen om att ge amerikansk militär personal åtalsimmunitet från det irakiska rättsväsendet valde Obamaadministrationen i oktober 2011 att dra tillbaka samtliga amerikanska trupper från landet.
USA:s sista trupper lämnade Irak den 18 december 2011. Upproret mot landets regering har dock fortsatt, se Upproret i Irak (efter 2011).

## Effekter av konflikten

### Flyktingar
År 2011, åtta år efter invasionen av landet, var uppemot tre miljoner irakier flyktingar varav cirka 1,3 miljoner internt och resten utomlands, i huvudsak i grannländerna Syrien och Jordanien. Mer än hälften av Iraks kristna minoritet på totalt 1,5 miljoner flydde utomlands under laglösheten och de eskalerande stridigheterna som följde på störtandet av Saddam Husseins regering 2003. År 2007, fyra år efter invasionen, hade USA tagit emot mindre än 800 irakiska flyktingar.

### Infrastruktur och hälsa
Irak har under kriget haft stora infrastrukturproblem och den redan under 1990-talet förfallna infrastrukturen skadades ännu mer efter 2003 års invasion. Problemen har framför allt drabbat vården, försörjning av el och vatten samt polisväsendet. Bagdadborna hade i februari 2006 i snitt tillgång till elektricitet åtta timmar per dag, jämfört med 16–24 timmar före invasionen. I augusti 2005 angav 71 procent av irakierna att de hade problem med försörjning av rent vatten och 70 procent med avloppet. Över hälften av alla irakiska läkare flydde landet efter invasionen.
Andelen undernärda ökade från 19% år 2003 till 28% år 2007. Enligt källor citerade av Världslivsmedelsprogrammet minskade andelen irakier som hade akut brist på mat från 7% 2007 till 6% 2011. Samtidigt finns stora skillnader mellan olika regioner i landet och en majoritet av irakierna (57%) berodde 2011 på matransoner från staten på grund av fattigdom och allmän matbrist. I mitten av 2004 var alla Iraks 240 sjukhus öppna (sjukvårdsbudgeten år 2002 var 16 miljoner dollar, nu är den 1000 miljoner dollar; innan blockaden var sjukvården i Irak imponerande). Nästan alla skolor och universitet har öppnats. Iraks BNP har vuxit med 52 % efter kriget. Arbetslösheten tros ha gått ner från 50–60 procent i juni 2003 till 25–40 procent i mars 2006.

### Media
Iraks medier är inte längre censurerade på samma sätt som de var på Saddams tid. De är dock tätt knutna till olika politiska partier, religiösa grupper och etniska minoriteter. Situationen för journalister är dock svår, och Irak hamnade 2022 på plats 172 på den rankinglista över länders pressfrihet som publiceras av Reportrar utan gränser.

### Regional påverkan
Det iranska inflytandet i Irak har ökat kraftigt som följd av invasionen och parlamentsvalen, och mannen som kallats Iraks mäktigaste man — ayatollan Ali al-Sistani — är född i Iran och har iranskt medborgarskap. Eftersom invasionen avlägsnade Irans farligaste hot utan att landet behövde behöva offra militära medel har Iran av politiska bedömare pekats ut som stora vinnaren i Irakkonflikten. Iran har dock uttryckt stor oro över den explosiva och svårförutsägbara etniska situationen. I slutet av november 2006 uttryckte Nawaf Obaid, rådgivare till saudiska regeringen, att en av de första konsekvenserna av ett amerikanskt trupptillbakadragande skulle bli en större saudisk intervention för att skydda Iraks sunniter "från iranskstödda shiiter".

## Antalet döda på grund av kriget
Det är svårt att uppskatta antalet civila dödsoffer och de undersökningar som har gjorts har nått resultat med stora variationer. Enligt en statistisk undersökning publicerad i den medicinska tidskriften The Lancet 2006 beräknades ockupationen ha lett till en överdödlighet på cirka 655 000 irakier. Enligt Iraq Body Count 2008 har 86 453–94 325 civila dödsfall på grund av våldet rapporterats i medierna. Av koalitionens soldater har enligt koalitionen över 4 100 amerikanska, 170 brittiska och 120 av övriga i koalitionen stupat sedan krigsutbrottet.

## Opinion

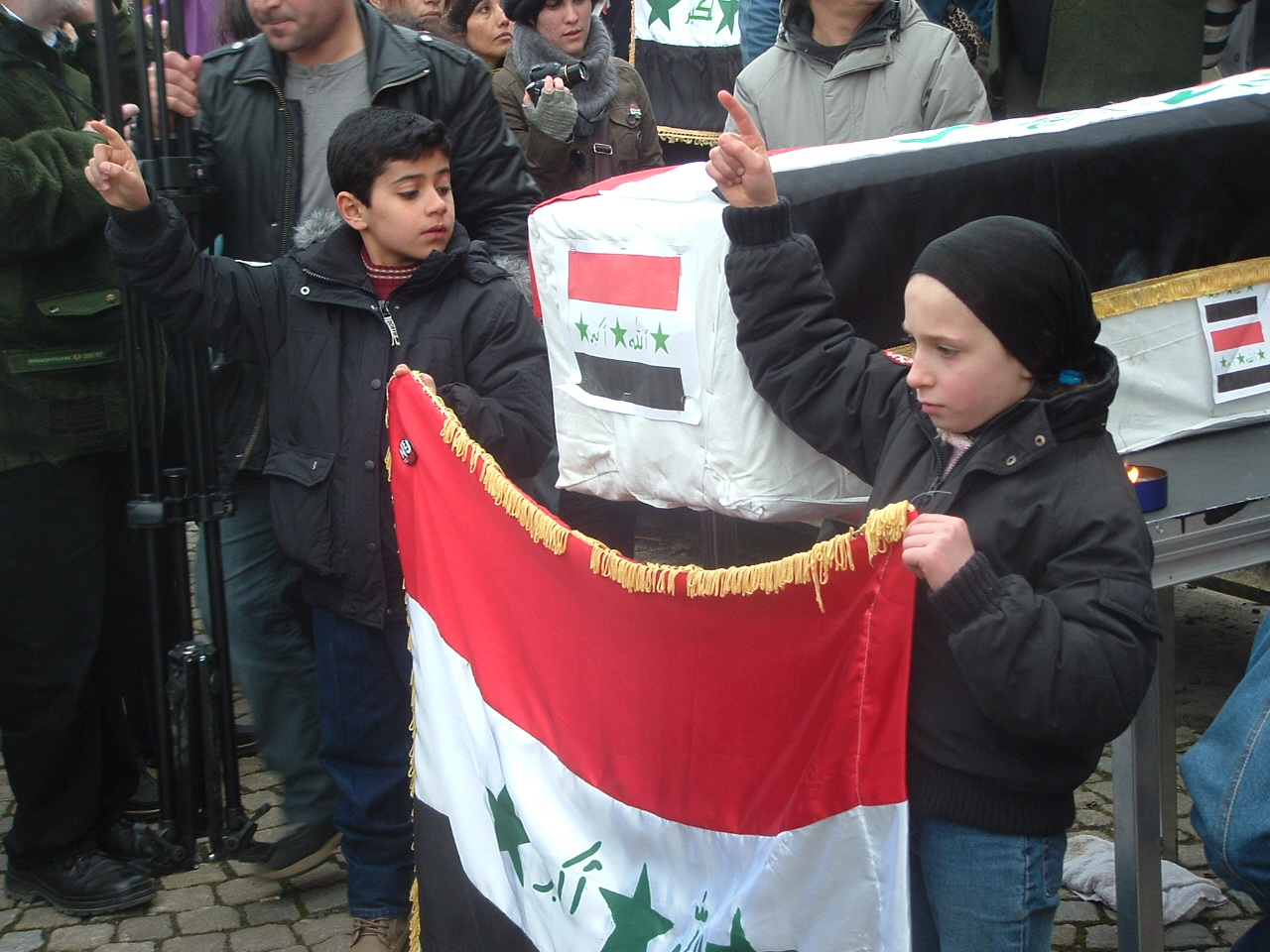
Demonstration på årsdagen av USA:s krig mot Irak, Stockholm 2007.

### USA
När Irakkriget inleddes i mars 2003 hade president George W Bush stöd hos den amerikanska befolkningen för sitt beslut att invadera Irak med målet att störta Saddam Hussein. I takt med att motståndet från upprorsgrupperna blivit allt större och de amerikanska förlusterna stadigt ökat har kriget blivit alltmer impopulärt i USA. Stora demonstrationer mot Irakkriget har hållits i USA under Irakkriget med en omfattning som inte setts sedan Vietnamkriget. Avslöjandena om tortyren och förnedringen av krigsfångar i Abu Ghraib-fängelset 2004 ledde till att flera amerikanska tidningar krävde Donald Rumsfelds avgång, men vissa neokonservativa kommentatorer menade å andra sidan att amerikanska soldater borde ha varit ännu brutalare i behandlingen av krigsfångar.
I valrörelsen inför kongressvalet 2006 spelade Irakkonflikten en central roll och valet sågs av många bedömare som en slags folkomröstning om Bushs krigspolitik. Valet resulterade i framgång för Demokraterna som skaffade sig majoritet i båda Kongressens kammare vilket gjorde det svårare för presidenten att driva sin politik. Försvarsministern Donald Rumsfeld, som ansågs ha varit något av huvudarkitekten bakom Irakkriget, avgick i december samma år.

### Irak
Motståndet mot den utländska truppnärvaron är starkt i Irak enligt en hemlig opinionsundersökning gjord på uppdrag av det brittiska försvarsdepartementet. I undersökningen fann man att 82 procent av landets befolkning är starkt emot den utländska truppnärvaron, 45 procent ansåg att väpnat motstånd är berättigat.

## Rapporter

### Iraks massförstörelsevapen
Den multinationella undersökningskommissionen Iraq Survey Group bekräftade i september 2004 att Irak inte hade haft något aktivt program för kemisk krigföring på över ett årtionde och konstaterade att de få, obrukbara rester som fanns kvar i landet inte utgjorde något militärt hot. I mars 2005 presenterade den av George Bush tillsatta Irakkommissionen sin rapport med slutsatsen att underrättelsetjänsterna i princip hade fel i samtliga bedömningar om Iraks massförstörelsevapen inför invasionen 2003. Rapporten sade vidare: "Vi hittade inga bevis som visar att Saddam Hussein hade massförstörelsevapen 2003, men tillgängligt bevis från utredningen — inklusive intervjuer av fångar och granskandet av dokument — visar att Irak kan ha haft ett fåtal vapen, men inget av militär betydelse." I 11 septemberkommissionens rapport framkom heller inga bevis för att Irak hade massförstörelsevapen. Bushadministrationen hävdade dock att Iraks regering aktivt försökte att skaffa teknik för att producera sådana vapen så fort FN-sanktionerna lyftes. Amerikanska soldater hade förvisso hittat tusentals raketer och granater laddade med kemiska stridsmedel i Irak men detta tystades ner eftersom granaterna var övergivna, rostiga och obrukbara rester av den gamla irakiska kemvapenarsenalen från 1980-talets krig mot Iran; ett krig där västmakter hade stött just Irak. Den absoluta merparten av landets kemiska vapen liksom samtliga produktionsanläggningar hade deklarerats och avvecklats i enlighet med FN:s krav mellan 1991 och 1994. Hundraprocentig verifiering av att alla kemiska vapen hade avvecklats omöjliggjordes främst av att stora kvantiteter hade satts in i kriget mot Iran. Fynden som senare gjordes passade inte alls in i den enorma hotbild som målades upp av företrädare för Bushadministrationen för att legitimera invasionen inför världssamfundet och hemlighölls i flera år efteråt. Alla upptäckta kemiska vapen härstammade från tiden före den FN-övervakade avvecklingen inleddes 1991 och många av vapnen hade tillverkats i Europa och USA, vissa av raketerna hade till och med producerats i USA under kalla kriget med explicit syfte att bära kemiska stridsmedel.
Bushadministrationen påstod, som del av sin kampanj mot Irak inför invasionen, att den irakiska staten försökte anskaffa uran och köpa aluminiumrör för centrifuger i syfte att bygga kärnvapen. Dessa påståenden har efter kriget avfärdats, särskilt teorin om de misstänkta aluminiumrören avfärdades så tidigt som år 2004 med förklaringen att det snarare var materiel avsett för konventionella raketer och inte för urancentrifuger i någon kärnreaktor. George Bush hade i januari 2003 i ett tal i kongressen påstått att Saddam Hussein hade försökt komma över "betydande mängder uran ifrån Afrika", baserat på tvivelaktig underrättelseinformation som kunde tolkas som att irakierna försökte köpa uran av Niger. Påståendet kom snabbt att bli högst kontroversiellt och det finns inga bevis för att Irak vid tiden för kriget försökt köpa uran. Viktiga dokument som låg till grund för Bush påstående i januari 2003 visade sig senare vara rena förfalskningar. Lager av yellowcake, bearbetat uran, som tillhörde Iraks gamla kärnvapenprogram från 1970-talet hittades av amerikanerna och fördes ut ur landet 2008. Det rörde sig om redan kända lager som byggts upp långt före Gulfkriget, gamla och i vissa fall rostiga behållare som sedermera hade deklarerats till IAEA i enlighet med FN:s krav.

### Allians med al-Qaida
11 septemberkommissionen kom också fram till, trots rykten om att Irak och al-Qaida hade kontakt 1996, att "ingen relation" mellan de båda existerade i samband med 11 september-attackerna. Vissa kritiker anklagade därför Bushadministrationen för att ha medvetet ljugit om kopplingar mellan de två för att få stöd för kriget, bland annat kongressledamöter från USA:s demokratiska parti hävdade att den amerikanska regeringen selektivt valde sådan information som kunde tolkas som att Irak och al-Qaida var allierade mot USA. Bushadministrationen hade frekvent påstått att Saddam Hussein och Usama bin Laden samarbetade, trots al-Qaidas fientliga attityd mot Saddam Husseins styre, särskilt vad gällde invasionen av Kuwait som bin Laden ville slå tillbaka genom heligt krig mot Irak (till bin Ladens besvikelse valde Saudiarabien att stödja USA:s insats). Enligt en journalist som intervjuade bin Laden 1996 kallades Saddam Hussein föraktfullt för ateist och ingen sann muslim. Iraks regering under det styrande Baathpartiet förde en sekulär, progressivt nationalistisk politik i stark kontrast till al-Qaidas religiöst fundamentalistiska, ultrakonservativa världsåskådning och globala verksamhet. De irakiska myndigheterna såg snarare grupper som al-Qaida som ett hot mot staten.

### Kostnaderna för kriget
Bush föreslog en total militärbudget om 588 miljarder dollar för 2009, budgeten innehöll 70 miljarder dollar för utgifter i kriget Irak och Afghanistan. Det var 120 miljarder dollar mindre än budgeten för 2008 som låg på runt 190 miljarder.
Kriget i Irak och den efterföljande ockupationen beräknades år 2013 ha kostat enbart USA över två biljoner dollar, inklusive utgifter till amerikanska krigsveteraner, och med hänsyn till räntan uppskattades kostnaden kunna öka de kommande årtiondena till sammanlagt över sex biljoner dollar.

### Irakutredningen
Irakutredningen tillkännagavs 2009 för att granska Storbritanniens roll i Irakkriget. Resultatet, Chilcotrapporten, presenterades i juli 2016. Den var mer fördömande än väntat och sade att Saddam Hussein inte utgjorde något omedelbart hot mot brittiska intressen, att underrättelser om massförstörelsevapen lades fram med för hög bestämdhet, att fredliga alternativ till krig inte hade uttömts, att Storbritannien och USA underminerade FN:s säkerhetsråd, att processen för att identifiera krigets legalitet var långt ifrån tillfredsställande och att Irakkriget i mars 2003 var onödigt. Utredningens ordförande John Chilcot sade när rapporten presenterades att den inledande militära insatsen var lyckad och att det var efterdyningarna av invasionen som var det stora misslyckandet. Att Storbritannien inte var förberett att ta ansvar för det som sedan hände.

## Krigets globala effekter
Irakkriget var en av de mest kontroversiella och polariserande händelserna i världen under det tidiga 2000-talet. Ingen annan konflikt hade fram till kriget uppmätt sådana polariserande attityder bland det amerikanska folket, åtminstone så länge sådana mätningar har genomförts (sedan 1930-talet). Människors inställning internationellt till USA och amerikaner har blivit mer negativa under tiden för kriget. Även bland allierade har kriget inneburit en polarisering och påfrestningar för relationerna då mer eller mindre stora delar av befolkningarna varit motståndare.
Terrorister har använt Irakkriget som argument för sina mord på civila. Bombdåden i Madrid 2004, vilka utfördes av marockanska terrorister, motiverades genom Spaniens deltagande i kriget. Detsamma gällde bombdåden i London 2005 enligt en analys av Chatham House. I båda länderna hade majoriteten av invånarna motsatt sig att deras trupper skulle delta i invasionen. Enligt en amerikansk underrättelserapport och forskning på terrorism har kriget bidragit till att terrorhotet ökat under de senaste åren.